# Землетрясение в Черногории
Землетрясение в Черногории (на тот момент входившей в Югославию) произошло 15 апреля 1979 года и затронуло также Албанию.
Магнитуда землетрясения составила 7 баллов по шкале Рихтера и IX баллов по шкале Меркалли. Эпицентр землетрясения располагался в море на расстоянии 15 километров от берега между Баром и Улцинем. Толчки продолжались десять секунд.

## Ущерб

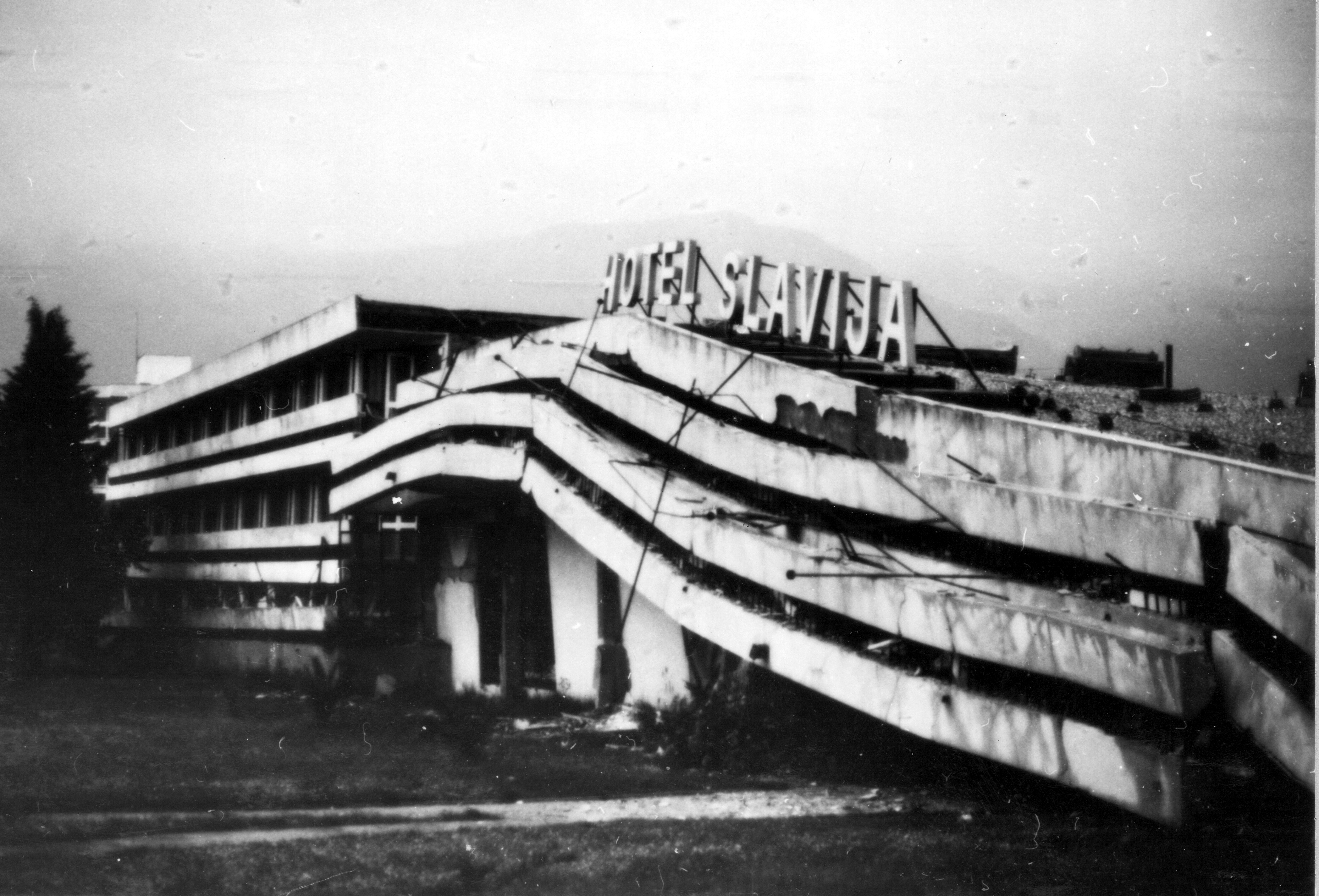
Разрушенный отель «Славия» (Будва)

101 человек погиб в Черногории и 35 в Албании. Более 100 тысяч жителей остались без крова.
Были разрушены или серьёзно пострадали различные историко-архитектурные памятники в таких прибрежных городах как Котор, Херцег-Нови, Будва, Бар и Улцинь. Города внутренней части страны Цетинье, Даниловград, Никшич и столица Черногории Титоград (ныне Подгорица) тоже были затронуты, но менее серьёзно.
28 мая 1979 года генеральный директор ЮНЕСКО призвал мировое сообщество оказать денежную помощь для устранения последствий землетрясения. В октябре 1979 года Комитет всемирного наследия решил включить природный и культурно-исторический район Котора в Список объектов всемирного наследия находящегося под угрозой (с 2003 года статус «находится под угрозой» отменён по причине «улучшения обстановки»).